# Cheilanthes persica
Cheilanthes persica är en kantbräkenväxtart som först beskrevs av Jean Baptiste Bory de Saint-Vincent, och fick sitt nu gällande namn av Georg Heinrich Mettenius och Oskar Kuhn. Cheilanthes persica ingår i släktet Cheilanthes och familjen Pteridaceae. Inga underarter finns listade.